# Nicolae Oprea (scriitor)
Nicoale Oprea (n. 3 iulie 1950, Sârbii Măgura, județul Olt) este un scriitor român. Membru al Uniunii Scriitorilor din România.

## Date biografice
În 1969 a absolvit Liceul “George Barițiu” din Cluj; clasele IX-XI urmate la Liceul “Al. Odobescu” din Pitești. 1973: Licențiat al Facultății de Filologie a Universității „Babeș-Bolyai” din Cluj, secția Limba și Literatura Română – Limba și Literatura Italiană. 1981: A absolvit și cursurile Facultății de Istorie și Filosofie a aceleiași universități, specialitatea Filosofie-Istorie, secția fără frecvență.

## Activitate profesională
- 1972-1974 – redactor la revista „Echinox” din Cluj
- 1974 – redactor la revista „Argeș” din Pitești
- 1975-1977 – metodist cultural în Pitești și Costești, jud. Argeș
- 1977-1981 – profesor de limba română și limba franceză în Drobeta - Turnu Severin și comunele: Godeni, Pătulele, Căzănești, din jud. Mehedinți
- 1981-1984 – asistent universitar la Institutul de Învățământ Superior din Pitești
- 1984-1989 – muzeograf la Oficiul pentru Patrimoniu Național al Muzeului Județean Argeș
- 1989 – redactor la revista „Argeș”
- 1990-1991 – redactor șef la revista „Argeș”
- 1991-1995 – redactor șef la revista și editura „Calende” din Pitești
- Din 1995 – lector universitar titular; conferențiar (2000); profesor univ. (2004) la Facultatea de Litere a Universității din Pitești
- Din 1999 – doctor în filologie, specialitatea literatură, al Universității ”Babeș-Bolyai” din Cluj-Napoca
- Din 2001 – șef al Catedrei de Limba și Literatura Română a Facultății de Litere
- Din 2005 – conducător de doctorat în domeniul Științe umaniste – Filologie
- Din 2005 – Președinte al Filialei Pitești a Uniunii Scriitorilor din România; membru în Consiliul de conducere al U. S. R.

## Debut
- Revista „Echinox”, nr.5/1972, cu eseul Modalități epice
- A publicat peste 600 de articole, cronici literare și eseuri în revistele: „Echinox”, „Argeș”, „Calende”, „Viața românească”, „Familia”, „Vatra”, „Tribuna”, „Luceafărul”, „România literară”, „Ateneu”, „Astra”, „Ramuri”, „Poesis”, „Euphorion”, “Apostrof”,”Manuscriptum” ș.a.

## Debut în volum
- Provinciile imaginare, Editura Calende, Pitești, 1993 – volum de eseuri distins cu Premiul pentru debut în critică la Salonul Național de Carte din Cluj, 1993.

## Volume publicate
- Alexandru Macedonski între romantism și simbolism, Editura Dacia, Cluj, 1999;
- Ion D. Sârbu și timpul romanului, Editura Paralela 45, Pitești, 2000;
- Literatura română postbelică între impostură și adevăr (coautor: Călin Vlasie), Editura Paralela 45, Pitești, 2000;
- Opera și autorul, Editura Paralela 45, Pitești, 2001;
- Timpul lecturii. Selecție de cronicar, Editura Dacia, Cluj, 2002;
- Magicul în proza lui V. Voiculescu, Editura Paralela 45, Pitești, 2002.
- Literatura “Echinoxului”, Editura Dacia, Cluj, 2003;
- Nopțile de insomnie. Opțiuni livrești, Editura Paralela 45, Pitești, 2005
- Vasile Voiculescu (monografie), Editura Aula, Brașov, 2006
- Ediție îngrijită, prefață, note și glosar: Iraclie Porumbescu, Amintiri, Editura Dacia, Cluj,  1978, seria „Restituiri”; Ediție îngrijită și postfață: Dumitru Țepeneag, Înscenare și alte texte, Editura Calende, Pitești, 1992; Ediție îngrijită și prefață: Miron Cordun, Cronică de memorii, Editura Calende, Pitești, 1998; Ediție îngrijită și prefață: Petru Mihai Gorcea, Eminescu, vol. III, Editura Paralela 45, Pitești, 2005.

## Premii
- Premiul pentru eseu al revistei Viața Românească, 1985;
- Premiul pentru debut în critică la Salonul Național de Carte din Cluj, 1993, pentru volumul Provinciile imaginare, 1993;
- Premiul pentru critică literară “Frontiera Poesis”, Satu Mare, 1999, pentru volumul Alexandru Macedonski între romantism și simbolism, 1999;
- Premiul pentru critică și istorie literară al Filialei Sibiu a Uniunii Scriitorilor din România, pentru vol. Ion D. Sârbu și timpul romanului, 2000, acordat în 2001;
- Premiul pentru critică literară al Filialei Sibiu a Uniunii Scriitorilor din România, pentru vol. Opera și autorul, 2001, acordat în 2002;
- Premiul internațional Teatro di Segesta, Calatafimi Segesta, Italia, 2002;
- Meritul cultural în gradul de Cavaler conferit de președinția României, 2004;
- Premiul pentru critică literară al Filialei Pitești a Uniunii Scriitorilor din România pentru anii: 2002, 2003, 2005;
- Delegat la Festivalul Internațional Zile și nopți de literatură, Neptun, 2006, organizat de Uniunea Scriitorilor din România
- Medalia aniversară a Uniunii Scriitorilor din România cu prilejul Centenarului înființării S.S.R., 2008